# Tonion
Die Tonion (auch der Tonion) ist ein 1699 m ü. A. hoher Bergstock der Mürzsteger Alpen in der Steiermark, etwa acht Kilometer südöstlich des bekannten Wallfahrtsortes Mariazell. Sie ist die höchste Erhebung in der nordwestlichen Untergruppe der Mürzsteger Alpen (nördlich des Niederalpls) und bietet daher eine weite Rundsicht.

## Lage und Charakterisierung des Berges
Die Tonion ist ein ausgedehnter Plateaustock mit der größten Ausdehnung in Nordwest-Südost-Richtung. Ihre wellige Hochfläche ragt über die Waldgrenze auf und ist großteils von Latschenkiefern bedeckt. Nach Norden und noch ausgeprägter nach Südwesten bricht das Plateau mit steilen, vielfach felsdurchsetzten Flanken ab. Südöstlich erstreckt sich in etwa 1400 m Höhe die ausgedehnte Herrenbodenalm mit einer Almhütte.
Die Tonion ist für ihren Blumenreichtum ebenso bekannt wie für ihre zahlreichen Höhlen. Bisher sind 21 Höhlen erfasst, die durchwegs schwierig zu befahren sind. Eine besonders große Tiefe erreicht der Fledermausschacht.

## Name
Das früheste Schriftzeugnis ist von 1338 und lautet „Tanegow“.
Die Herkunft des Namens bleibt „rätselvoll“. Bezüglich des Geschlechts des Bergnamens entscheidet sich der Großteil der Wanderliteratur für die weibliche Form, ohne dass völlige Einigkeit darüber bestünde. Der Name könnte auf den altslawischen Personennamen *Danъnikъ zurückgehen.

## Touristische Erschließung
Am 14. August 1911 wurde die Alpenrosehütte, eine größere Schutzhütte mit Nächtigungsgelegenheit, auf dem Gipfel der Tonion eröffnet. Sie wurde von der Wiener alpinen Gesellschaft „Alpenrose“ aus Ottakring errichtet. Das Gipfelhaus brannte am 31. Oktober 1919 vollständig nieder. Der angestrebte Wiederaufbau konnte nicht verwirklicht werden.
Das Plateau der Tonion wird in Richtung Nordwest-Südost von einem markierten Wanderweg überquert.
- Von Fallenstein über den Lechnerbauern, den Langboden und die Tonionhütte der Naturfreunde (1429 m ü. A., im Sommer an Wochenenden bewirtschaftet) zum Gipfel. Gehzeit: etwa 2½ Stunden.
- Von der Herrenbodenalm über das Hochschnäbeltörl und das wellige Hochplateau von Südosten zum Gipfel. Gehzeit: etwa 1¼ Stunden.

Günstige Zugänge zur Herrenbodenalm beginnen in Niederalpl-Dorf sowie auf der Passhöhe des Niederalpls (Höhenwanderung über das Wetterl und die Weißalm, mit Gegensteigungen). Gehzeit: jeweils 1½ bis 2 Stunden. Der Anstieg von Schöneben nordwestlich des Herrenbodens ist mit etwa 1 Stunde Gehzeit kürzer; allerdings ist die Zufahrt nach Schöneben mit dem Auto nicht immer erlaubt (Stand 2013).
Der Nord-Süd-Weitwanderweg berührt das Bergmassiv auf dem Herrenboden im Osten, führt jedoch nicht über den Gipfel.
Im Winter ist die Tonion ein sehr lohnendes, doch nicht oft besuchtes Ziel von Schitouren. Die günstigste Route folgt dabei dem Sommerweg von Fallenstein. Auch Schneeschuhtouren über das Plateau sind möglich. Wegen der schwierigen Orientierung oberhalb der Waldgrenze bei schlechter Sicht sollte die Tonion im Winter jedoch keinesfalls unterschätzt werden.